# Spitzer Berg (Thüringer Schiefergebirge)
Der Spitze Berg ist ein 790,3 m ü. NHN hoher Berg im Thüringer Schiefergebirge im Landkreis Sonneberg, Thüringen (Deutschland). 
Er steht nordöstlich von Lichte und südöstlich der Talsperre Leibis-Lichte im Naturpark Thüringer Wald. 
Der Spitze Berg wird von Schiefergestein aus dem tiefen Silur aufgebaut. Leitfossil ist Phycodes circinatum, ein Ichnofossil. Der Phycodenschiefer des Spitzen Bergs weist einen hohen Eisenanteil auf.
| Bezeichnung | Höhe NHN | Richtung |
| Rehhecke    | 719,8 m  | NW       |
| Mühlberg    | 609,2 m  | N        |
| Aßberg      | 706,4 m  | N        |
| Rauhhügel   | 802,0 m  | O        |
| Mutzenberg  | 769,6 m  | S        |